# Tadaksahak jezik
Tadaksahak jezik (ISO 639-3: dsq), nilsko-saharski jezik kojim govori 100 000 ljudi u Maliju (2007 Almaki), te blizu 2 000 u Alžiru.
Etnički se zovu Idaksahak (Dawsahak) i tradicionalno su bili pastiri tuareškog plemstva plemenskog saveza Iwellemmedan. Tadaksahak pripada sjevernoj podskupini songhai jezika, u koju još pripada i tasawaq [twq]

## Vanjske poveznice
- Ethnologue (14th)
- Ethnologue (15th)